# نوریا اسپرت
نوریا اسپرت (کاتالونیایی: Núria Espert؛ زادهٔ ۱۱ ژوئن ۱۹۳۵) بازیگر و کارگردان نمایش اهل اسپانیا است. مدرسه مرکزی سلطنتی گفتار و نمایش در سال ۲۰۲۴ دکترای افتخاری ادبیات به او اهدا کرد. در سال ۲۰۱۸، جایزه ویژه هفدهمین دوره جایزه تئاتر اروپا در سنت پترزبورگ به او اهدا شد.
از فیلم‌ها یا برنامه‌های تلویزیونی که وی در آن نقش داشته است، می‌توان به زنده‌باد مرگ و شهر سوخته اشاره کرد.
وی همچنین برندهٔ جوایزی همچون جایزه ملی تئاتر، جایزه انداس، و جایزه کرئو د سان جردی شده است.